# Irapuato
Irapuato là một đô thị thuộc bang Guanajuato, México. Năm 2005, dân số của đô thị này là 463103 người. Đây là thành phố lớn thứ 35 tại Mexico.
Irapuato nằm ở chân núi Arandas (trong tiếng Tây Ban Nha: Cerro de Arandas), trong khu vực trung tâm phía nam của bang Guanajuato. Nó nằm giữa sông Silao và sông Guanajuato, một nhánh của sông Lerma, ở độ cao 1.724 m (5.656 ft) trên mực nước biển. Thành phố này lớn thứ hai ở bang (chỉ đứng sau León), với dân số khoảng 342.561 theo các điều tra dân số 2005, trong khi khu tự quản có 463.103 dân. Khu tự quản có diện tích 845,16 km ² và bao gồm nhiều nhỏ hơn các cộng đồng xa xôi hẻo lánh. Ngành công nghiệp chính của thành phố là nông nghiệp và nổi tiếng với dâu tây và nâng cao của lợn và gia súc. Các loại trái cây và hoa của khu vườn sang trọng Irapuato cũng được biết đến trên khắp Mexico.